# Limoux
Limoux je francouzská obec v departementu Aude v regionu Languedoc-Roussillon. V roce 2010 zde žilo 10 130 obyvatel. Je centrem arrondissementu Limoux.

## Vývoj počtu obyvatel
Počet obyvatel